# Résolution 318 du Conseil de sécurité des Nations unies
Membres permanents
- Chine
- États-Unis
- France
- Royaume-Uni
- URSS

Membres non permanents
- Argentine
- Belgique
- Guinée
- Inde
- Italie
- Japon
- Panama
- Somalie
- Soudan
- Yougoslavie

Résolution no 317 Résolution no 319
La résolution 318 du Conseil de sécurité des Nations unies est adoptée à 14 voix et 1 abstention lors de la 1 655e séance du Conseil de sécurité des Nations unies le 28 juillet 1972, après avoir réaffirmé les résolutions antérieures sur le sujet, le Conseil a approuvé les recommandations du comité créé par la résolution 253. Le Conseil a ensuite condamné tous les actes violant les dispositions des résolutions précédentes, a appelé tous les États continuant à avoir des relations économiques et autres avec la Rhodésie du Sud à cesser immédiatement et a exigé que tous les États membres s'acquittent scrupuleusement de leurs obligations au titre des résolutions précédentes. La résolution demandait ensuite au secrétaire général de fournir toute l'assistance appropriée au comité créé par la résolution 253.
La résolution a été adoptée par 14 voix contre zéro, avec une abstention des États-Unis.

### Sources
- (en) Cet article est partiellement ou en totalité issu de l’article de Wikipédia en anglais intitulé « United Nations Security Council Resolution 318 » (voir la liste des auteurs).

### Texte
- Résolution 318 sur fr.wikisource.org
- Résolution 318 sur en.wikisource.org